# 鹿島台駅

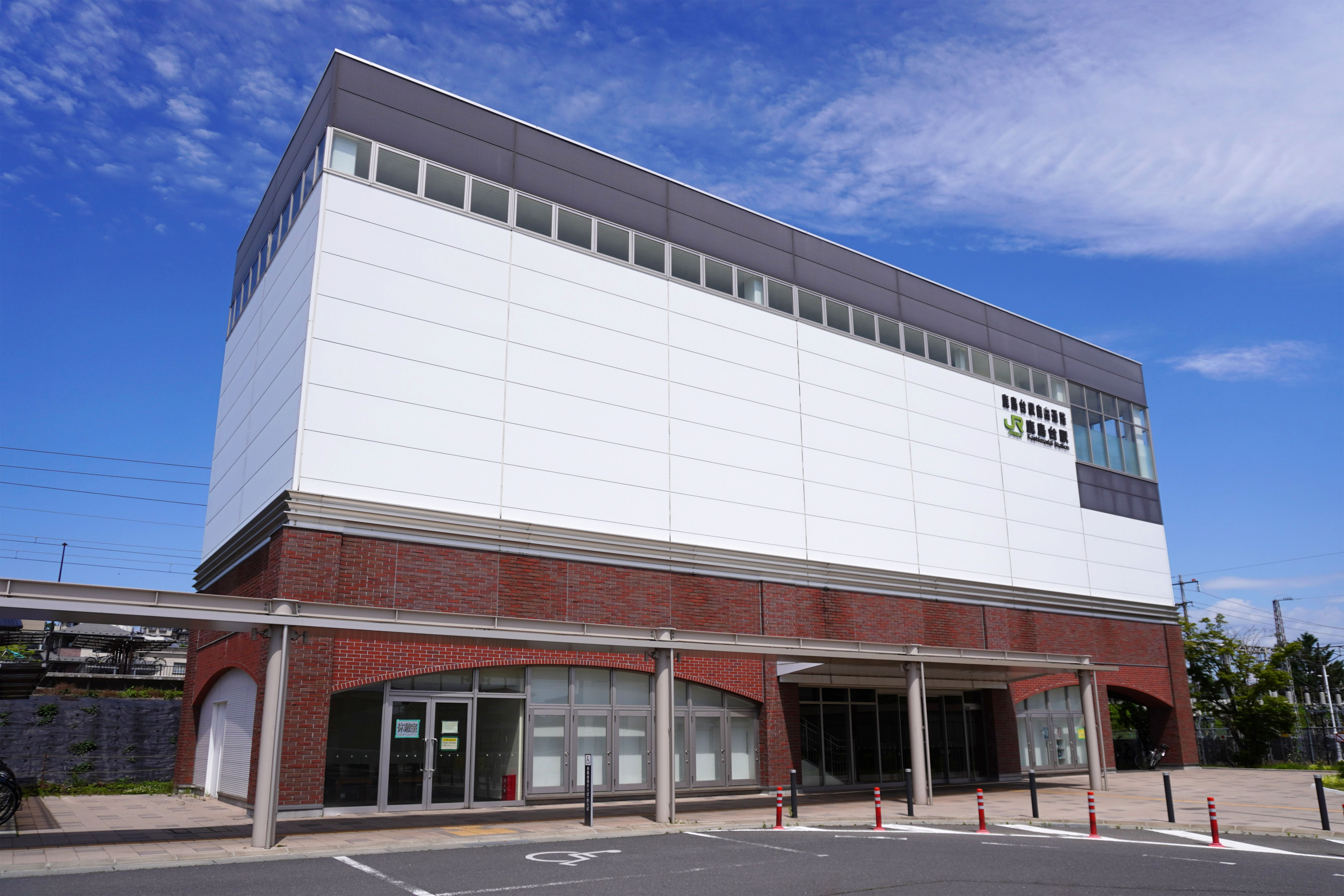
東口（2023年6月）

鹿島台駅（かしまだいえき）は、宮城県大崎市鹿島台大字平渡字東銭神にある、東日本旅客鉄道（JR東日本）東北本線の駅である。

## 歴史

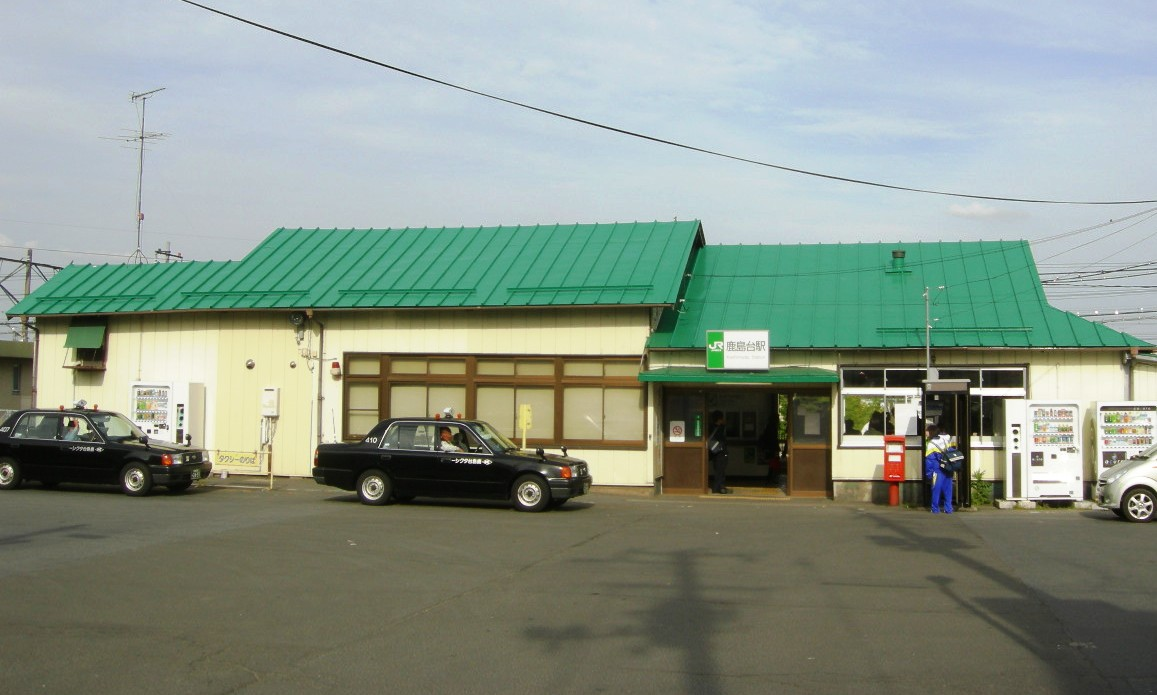
旧駅舎（2008年5月）

- 1892年（明治25年）3月1日[注 1]：開業[2]（一般駅）[3]。
- 1972年（昭和47年）7月1日：貨物の取り扱いを廃止し、旅客駅となる[3]。
- 1978年（昭和53年）10月2日：近隣の町からも利用客を集める主要駅として、急行列車の停車駅となる。
- 1984年（昭和59年）2月1日：荷物の扱いを廃止[3]。
- 1987年（昭和62年）4月1日：国鉄分割民営化により、JR東日本の駅となる[3]。
- 2003年（平成15年）
  - 3月20日：自動改札機を導入。
  - 10月26日：ICカード「Suica」の利用が可能となる[4]。
- 2012年（平成24年）10月1日：社員配置（小牛田駅所属鹿島台在勤）を廃止しJR東日本東北総合サービスへ業務委託。
- 2015年（平成27年）11月8日：東西自由通路および橋上駅舎の供用を開始[5]。
- 2022年（令和4年）11月30日：みどりの窓口の営業を終了[6]。
- 2024年（令和6年）10月1日：えきねっとQチケのサービスを開始[1][7]。

## 駅構造
小牛田駅管理の業務委託駅（JR東日本東北総合サービス委託）である。現駅舎は2015年（平成27年）11月に供用開始された橋上駅である。自動券売機、自動改札機（Suica、えきねっとQチケ対応）、待合室が2階に設置されている。東西に出入口があり、それぞれにエレベーターがある。改札内から各ホームに通じるエレベーターも設置され、バリアフリー化が達成された。また、多機能トイレが西口1階と改札内に設置されている。
西側から順に、単式ホーム1面1線（1番線）、島式ホーム1面2線（2・3番線）、ホームのない側線1線を有する。2番線は下り待避線、側線は上り待避線で、ともに定期旅客列車の使用はない。
旧駅舎は単式ホームに面する形で駅舎が設置された地上駅で、駅舎内にキオスクがあった。また、2つのホームは跨線橋で結ばれていた。

### のりば
| 番線 | 路線      | 方向 | 行先               |
| ---- | --------- | ---- | ------------------ |
| 1    | ■東北本線 | 下り | 小牛田・一ノ関方面 |
| 2    | ■東北本線 | 下り | （予備ホーム）     |
| 3    | ■東北本線 | 上り | 仙台方面           |

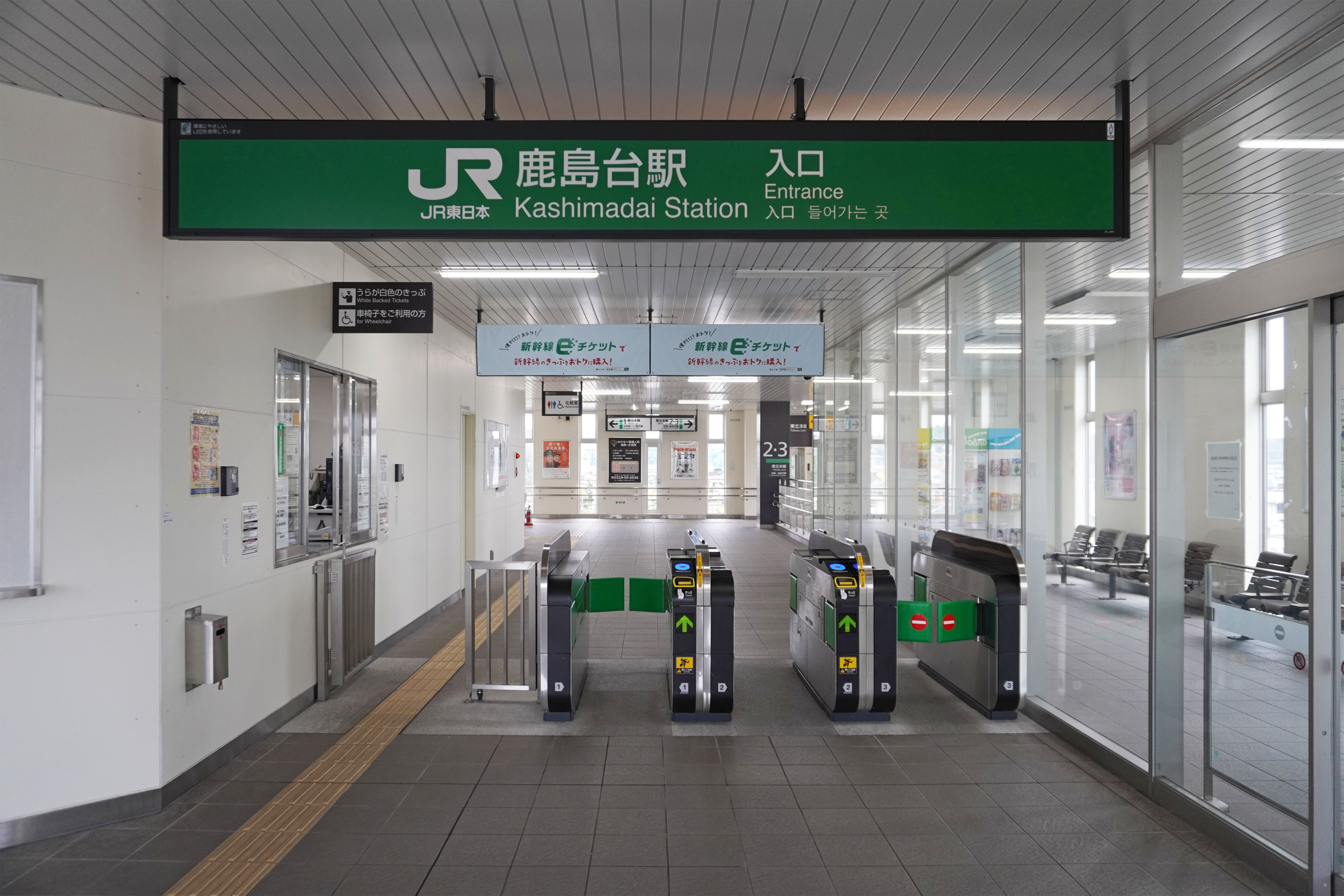
改札口（2023年5月）
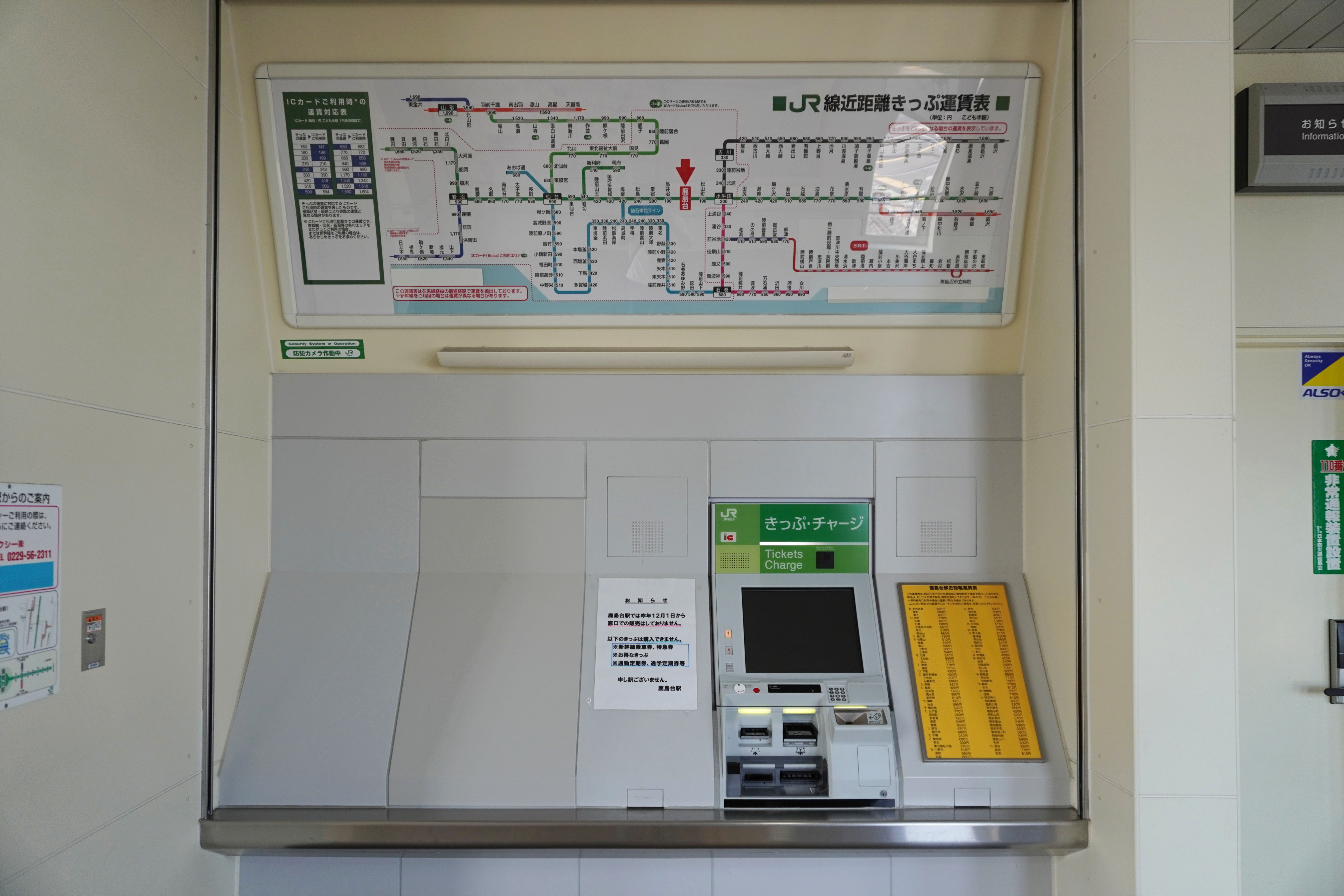
自動券売機（2023年5月）
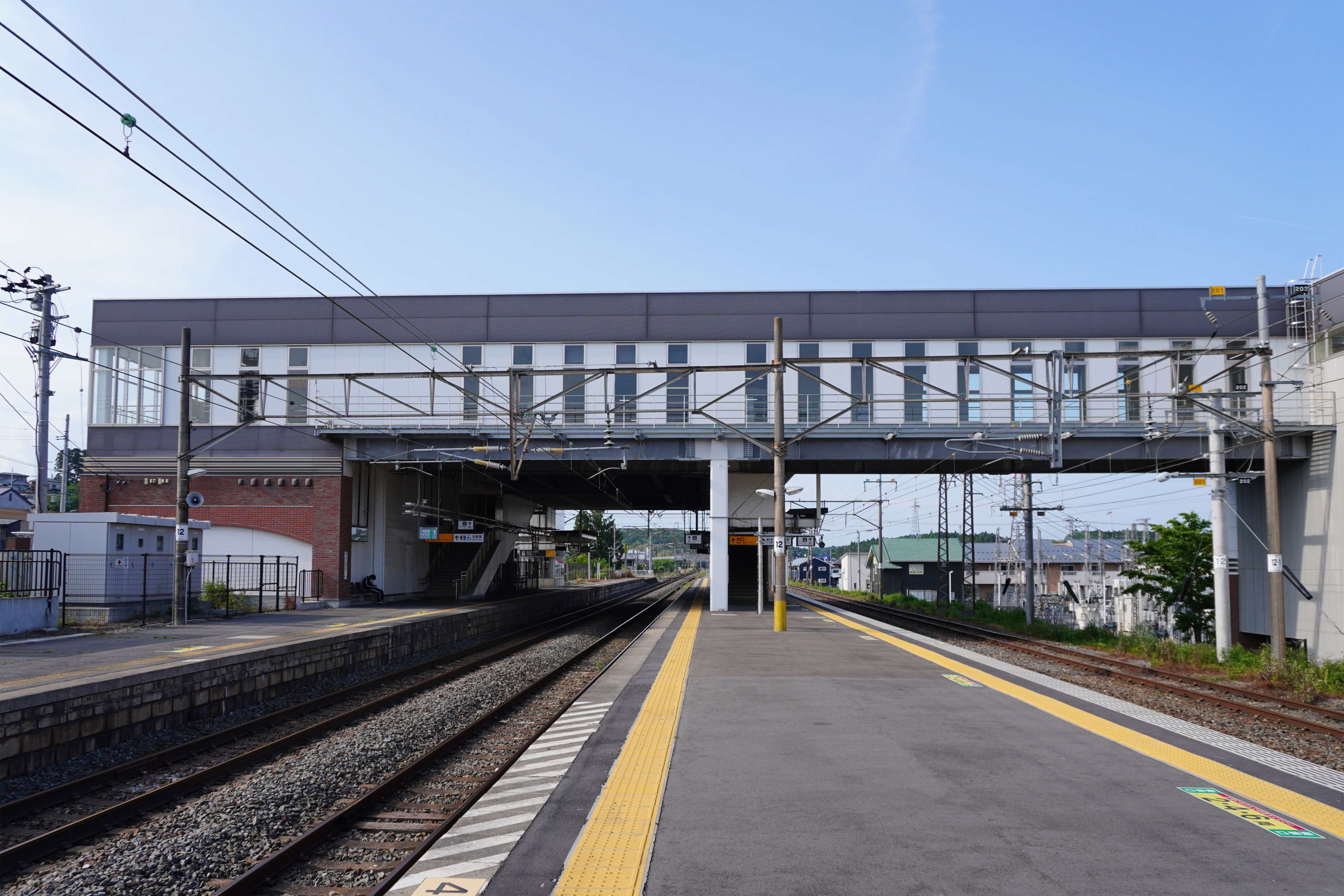
ホーム（2023年5月）

## 利用状況
JR東日本によると、2023年度（令和5年度）の1日平均乗車人員は1,261人である。
2000年度（平成12年度）以降の推移は以下のとおりである。
| 1日平均乗車人員推移 | 1日平均乗車人員推移 | 1日平均乗車人員推移 | 1日平均乗車人員推移 | 1日平均乗車人員推移 |
| 年度                | 定期外              | 定期                | 合計                | 出典                |
| ------------------- | ------------------- | ------------------- | ------------------- | ------------------- |
| 2000年（平成12年）  |                     |                     | 2,226               | [ 利用客数 2 ]      |
| 2001年（平成13年）  |                     |                     | 2,149               | [ 利用客数 3 ]      |
| 2002年（平成14年）  |                     |                     | 2,082               | [ 利用客数 4 ]      |
| 2003年（平成15年）  |                     |                     | 2,123               | [ 利用客数 5 ]      |
| 2004年（平成16年）  |                     |                     | 2,087               | [ 利用客数 6 ]      |
| 2005年（平成17年）  |                     |                     | 2,055               | [ 利用客数 7 ]      |
| 2006年（平成18年）  |                     |                     | 1,988               | [ 利用客数 8 ]      |
| 2007年（平成19年）  |                     |                     | 1,912               | [ 利用客数 9 ]      |
| 2008年（平成20年）  |                     |                     | 1,859               | [ 利用客数 10 ]     |
| 2009年（平成21年）  |                     |                     | 1,817               | [ 利用客数 11 ]     |
| 2010年（平成22年）  |                     |                     | 1,695               | [ 利用客数 12 ]     |
| 2011年（平成23年）  |                     |                     | 1,791               | [ 利用客数 13 ]     |
| 2012年（平成24年）  | 407                 | 1,471               | 1,879               | [ 利用客数 14 ]     |
| 2013年（平成25年）  | 412                 | 1,488               | 1,901               | [ 利用客数 15 ]     |
| 2014年（平成26年）  | 395                 | 1,447               | 1,842               | [ 利用客数 16 ]     |
| 2015年（平成27年）  | 389                 | 1,363               | 1,752               | [ 利用客数 17 ]     |
| 2016年（平成28年）  | 372                 | 1,296               | 1,668               | [ 利用客数 18 ]     |
| 2017年（平成29年）  | 372                 | 1,251               | 1,624               | [ 利用客数 19 ]     |
| 2018年（平成30年）  | 371                 | 1,248               | 1,620               | [ 利用客数 20 ]     |
| 2019年（令和元年）  | 353                 | 1,237               | 1,591               | [ 利用客数 21 ]     |
| 2020年（令和02年）  | 206                 | 996                 | 1,203               | [ 利用客数 22 ]     |
| 2021年（令和03年）  | 228                 | 997                 | 1,226               | [ 利用客数 23 ]     |
| 2022年（令和04年）  | 262                 | 956                 | 1,218               | [ 利用客数 24 ]     |
| 2023年（令和05年）  | 280                 | 980                 | 1,261               | [ 利用客数 1 ]      |

## 駅周辺
駅前（西側）には商店街がある。駅東側は住宅地が広がりつつある。
- 国道346号
- 県道60号鹿島台鳴瀬線
- 県道16号石巻鹿島台色麻線

駅西側
- 駅前バスプール　大崎市民・美里町住民・大郷町住民バス
- 鹿島台昭和通り（春：4月10日 - 4月12日 秋：11月10日 - 11月12日に互市が行われる。）
- 大崎市鹿島台総合支所（旧・鹿島台町役場）
- 鹿島台郵便局
- 大崎市民病院鹿島台分院（旧・鹿島台町国保病院）
- 宮城県鹿島台商業高等学校
- 大崎市立鹿島台中学校
- 大崎市立鹿島台小学校
- 古川警察署鹿島台交番
- 県道149号鹿島台停車場線
- 県道19号鹿島台高清水線

駅東側
- イオンタウン鹿島台
- 鎌田記念ホール[2]
- 鹿島台中央野球場
- 鹿島台バイパス

## 隣の駅
東日本旅客鉄道（JR東日本）
■東北本線
品井沼駅 - 鹿島台駅 - 松山町駅

### 記事本文